# 꿈의 포로 아크파크
꿈의 포로 아크파크(Julius Corentin Acquefacques, prisonnier des rêves)는 마르크앙투안 마티외가 창작한 만화 시리즈이다. 프랑스어판은 6권까지 출간되었으며 한국어판은 세미콜론에서 5권까지 출간되었다. 1권 《기원》(L'Origine)은 앙굴렘 만화 페스티벌에서 알파-아트 감동상을 수상하였고, 3권은 《프로세스》(Le Processus)는 앙굴렘 만화 페스티벌에서 최고 시나리오상을 수상하였다.

## 구성
1. 기원 (L'Origine, 1990년)
2. 사... (La Qu..., 1991년)
3. 프로세스 (Le Processus, 1993년)
4. 끝의 시작 (Le Début de la fin, 1995년)
5. 2.333차원 (La 2,333e Dimension, 2004년)
6. 데칼라주 (Le Décalage, 2013년, 한국어판 미출간)

## 줄거리
주인공 J. C. 아크파크는 "유머부"에서 일하는 공무원이다. 아크파크는 언제나 침대에서 떨어지면서 잠에서 깨지만 다시 꿈을 꾸는 것과 같은 기이한 상황에 휘말린다. 작품의 세계는 인구 밀도가 매우 높아 주거 공간이 매우 부족하고 거리는 보행자로 가득하지만 정부 건물은 매우 거대하고 넓은 공간을 차지하고 있다. 또한 작품에는 여성 캐릭터가 등장하지 않는다.

### 기원
아크파크에게 어느 날 편지 봉투가 배달된다. 편지 봉투에는 아크파크 자신이 그려져 있는 만화 페이지가 들어 있었고, 실제로 만화 페이지가 실현된다. 

### 사...
원룸에서 부주의하게 서랍을 열어놓아 단속에 걸린 아크파크는 성 밖으로 추방되어 역을 찾아가라는 지시를 받는다. 사람들은 왠지 모르게 사...라는 단어를 말하는 것을 극도로 꺼린다. 

### 프로세스
간단한 검진을 받으러 "공장"에 가기위해 원룸을 나서려던 아크파크는 침대 위에 자신과 똑같이 생긴 사람이 있는 것을 본다. 검진 시간을 지키기 위해 공장에 도착한 아크파크는 먼저 도착하기로 한 사람으로 오해를 받아 강제로 꿈을 주입받는다. 

### 끝의 시작
달과 자신이 거울처럼 비치는 수면 위에서 노를 젓던 아크파크는 수면에 비친 달에 있는 남자를 만난다. 남자는 동전의 앞면이 나오면 어느 방향으로, 앞면이 나오면 다른 방향으로 갈 것이라며 선택하라고 말한다. 아크파크는 뒷면을 선택하지만 동전은 앞면이 나오고 꿈에서 깬 아크파크는 뭐든지 반대로 행동한다. 

### 2.333차원
꿈에서 아크파크는 지평선을 수리하던 수리공에게 소실점을 건내주려다가 소실점과 함께 지평선 넘어로 떨어진다. 꿈에서 깬 아크파크는 소실점 하나가 사라져 모든 사람들이 평면이 된 것을 알게 된다.